# Fabio Di Bella
Fabio Di Bella (Pavia, 13 dicembre 1978) è un allenatore di pallacanestro ed ex cestista italiano.
Alto 186 cm, giocava nel ruolo di playmaker.

## Carriera

### Giocatore
Il suo percorso nelle giovanili della Pallacanestro Pavia, che durò fino alla categoria Cadetti, si interruppe anche a causa del suo fisico di allora, ritenuto non adatto per giocare.
Entrò dunque a far parte del Siziano, squadra acquistata dal padre Aldo, con cui ottenne la promozione in Serie C2 e allo stesso tempo il titolo provinciale Juniores. L'anno seguente arrivò la seconda promozione consecutiva, che portò il club in Serie C1.
Nel 2000-2001 venne ingaggiato dalla Nuova Pallacanestro Pavia, società che all'epoca militava in Serie B d'Eccellenza ma che ai play-off riuscì a centrare il salto di categoria in Legadue. Alla sua prima stagione nella seconda serie italiana, durante la Legadue 2001-2002, Di Bella si mise in luce confezionando 11,6 punti, 2,1 assist e 2,9 palle recuperate di media in 38 partite tra regular season, fase a orologio e play-off.
Nel giugno 2002 venne presentato dalla Pallacanestro Biella, con cui debuttò in Serie A il successivo 22 settembre nella sconfitta a Napoli valida per la prima giornata. In quella stagione registrò medie di 9,5 punti, 2,7 assist e 2,7 palle recuperate in 36 gare tra regular season e play-off, con un massimo di 24 punti contro la Viola Reggio Calabria. A fine campionato la società piemontese annunciò che il contratto di Di Bella, originariamente biennale, venne prolungato dal 2004 al 2006. Lo spazio a sua disposizione aumentò nell'annata 2003-2004, quando coach Alessandro Ramagli lo schierò nel quintetto titolare in gran parte delle occasioni, concedendogli 29,9 minuti a partita durante i quali il playmaker pavese viaggiò a 12,3 punti di media con 3,5 assist a gara. Non troppo discordanti le sue statistiche nell'annata successiva (disputata con il ruolo di capitano a fronte della partenza di Matteo Soragna), visto che in 27,1 minuti totalizzò 11,8 punti e 2,9 assist a partita.
Nonostante l'anno di contratto rimanente con Biella, il 1º luglio 2005 venne reso noto il suo acquisto da parte della Virtus Bologna, con cui firmò un triennale. Alla prima annata in bianconero (2005-2006) viaggiò a 10,9 punti e 2,8 assist di media. Nel dicembre 2006 venne insignito dal Comune di Pavia del "San Sirino", benemerenza assegnata a chi ha onorato il nome di Pavia. Sempre nel dicembre 2006, grazie alla sua partecipazione ai Mondiali 2006 di qualche mese prima, fu inoltre incluso tra gli otto candidati di FIBA Europe per il premio di giocatore europeo dell'anno, riconoscimento che andò poi al greco Papaloukas. Il suo secondo anno bolognese, in cui divenne capitano, fu tuttavia segnato da un'ernia discale che lo costrinse ad un intervento chirurgico il quale lo tenne fuori causa per cinque mesi, da fine ottobre 2006 a fine marzo 2007. Nonostante una disputa estiva con la società legata anche al contratto in scadenza, Di Bella iniziò alla Virtus anche la stagione 2007-2008, giocando 20 partite a 6,3 punti di media fintanto che non venne ceduto, sostituito da Massimo Bulleri e Dimitri Lauwers.
Infatti, nel febbraio 2008, Di Bella lasciò la formazione bolognese dopo oltre due stagioni e mezzo per trasferirsi all'Armani Jeans Milano, dove trovò come coach il concittadino Attilio Caja. In 18 partite tra regular season e play-off realizzò 6,6 punti a gara, partendo in tutte le occasioni dalla panchina. La stagione dei biancorossi si concluse con l'eliminazione nelle semifinali scudetto contro la Mens Sana Siena.
Nel luglio 2008 venne ufficializzato il suo approdo alla Juvecaserta, formazione neopromossa in Serie A. Al suo secondo anno con i campani, venne nominato capitano, in un'annata conclusa con l'eliminazione alle semifinali scudetto e la qualificazione al turno preliminare dell'Eurolega dell'anno seguente, con un apporto personale di 13,2 punti nell'arco della stagione. Il 30 gennaio 2011, con la tripla messa a segno nella gara di campionato contro Sassari, superò quota 1000 punti con la canotta bianconera. Il 16 luglio 2011, la società bianconera annunciò la risoluzione consensuale con il giocatore.
Il 16 luglio 2011 firmò un contratto biennale con la Sutor Montegranaro, altro club militante nella massima serie. Anche in questo caso venne nominato capitano. Nella sua prima stagione in gialloblu realizzò 8,9 punti e 2,5 assist a partita, contribuendo alla salvezza della squadra. Al secondo anno, anch'esso terminato con la salvezza, mise a referto 7,7 punti e 2,7 assist. Questi furono gli ultimi due campionati da lui disputati in Serie A.
Nell'agosto 2013 lasciò la compagine marchigiana per accasarsi in Divisione Nazionale A Gold alla Leonessa Brescia dove ritrovò coach Alberto Martelossi, il quale era già stato suo tecnico ai tempi di Pavia.
Nel mercato estivo della stagione 2014 si trasferì a Legnano nel campionato di Serie A2 Silver, mentre l'anno successivo giocò a Mantova, in Serie A2 Est.
Il 23 giugno 2016 la Junior Libertas Pallacanestro annunciò di aver siglato con Fabio Di Bella un contratto annuale.
Nel campionato 2017-2018 tornò a Pavia alla Omnia Basket, squadra neopromossa in Serie B con cui Di Bella giocò le ultime due stagioni della sua carriera.

### Allenatore
Dopo aver chiuso la carriera da giocatore, iniziò a dedicarsi esclusivamente alla sua basket school "Here You Can", associazione sportiva fondata nel 2011 insieme al padre Aldo con lo scopo di divulgare la cultura della pallacanestro nel territorio di Pavia.
Il 24 dicembre 2020 Di Bella accettò la chiamata della dirigenza pavese per prendere il posto dell'esonerato coach Massimiliano Baldiraghi e per allenare la stessa Omnia Pavia in Serie B. Dopo una prima stagione in cui riuscì a portare la squadra dal penultimo posto ai play-off, si dimise dall'incarico l'8 febbraio 2022, nel corso della sua seconda annata.
Nella stagione 2023/2024 è stato nominato Head Coach di Novipiù Monferrato Basket (Serie A2), ed esonerato il 12 marzo 2024.

## Palmarès
- Coppa Italia LNP: 1

Pavia: 2000-01